# مشت و علوفه
مشت و علوفه (انگلیسی: Fists and Fodder) یک فیلم کمدی صامت کوتاه آمریکایی به کارگردانی جس رابینز است که در سال ۱۹۲۰ منتشر شد. از بازیگران این فیلم می‌توان به اولیور هاردی، لئو وایت و جیمی اوبری اشاره کرد.